# Natal (imię)
Natal, (łac.) Natalis – dies natalis Domini – w dniu urodzin Pana, tj. Jezusa Chrystusa – imię męskie pochodzenia łacińskiego, nadawane początkowo osobom urodzonym w dniach chrześcijańskich świąt Bożego Narodzenia. Patronami imienia są św. Natal, biskup Mediolanu i Natal z Casale Monferrato.
Żeński odpowiednik: Natalia
Natal imieniny obchodzi: 27 stycznia, 13 maja, 27 lipca, 21 sierpnia i 1 grudnia.

## Osoby o imieniu Natal, mające biogram w Wikipedii (wykaz niepełny)
- Noël Treanor (ur. 1950) – irlandzki duchowny katolicki, biskup Down-Connor